# Репче (община Любляна)
Вижте пояснителната страница за други значения на Репче.
Репче (на словенски: Repče) е село в Словения, регион Средна Словения, община Любляна. Според Националната статистическа служба на Република Словения през 2015 г. селото има 68 жители. Той е част от традиционния регион Долна Карниола и сега е включен заедно с останалата част от общината в статистическия регион Централна Словения.